# Westers Neo-Aramees
Westers Neo-Aramees (Aramees: ܣܪܝܘܢ, Siryōn "Syrisch"), ook bekend als liššōna arōmay, is een West-Aramese taalvariant. Tegenwoordig wordt het alleen gesproken in drie Aramese dorpen - Maaloula, Bakh'ah en Jubb'adin - in het Anti-Libanongebergte in het westen van Syrië. Aangenomen wordt dat westers Neo-Aramees het dialect van Aramees is die het dichtst in de buurt komt van het Aramees van Jezus, wiens eerste taal, volgens de consensus van de geleerden, Aramees was.
Westers Neo-Aramees (Siryon) sprekers zijn Arameeërs behorend tot de Grieks Orthodoxe kerk van Antiochië en Melkitische Grieks-Katholieke kerk. Andere Westers Neo-Aramees sprekers zijn Islamitische Arameeërs.